# Patrick Dal Bo
Patrick Dal Bo (ur. 6 października 1945 w Annecy) – francuski kierowca wyścigowy.

## Kariera
Dal Bo rozpoczął karierę w międzynarodowych wyścigach samochodowych w 1964 roku od startów we  Włoskiej Formule 3 oraz w Francuskiej Formule 3. W obu seriach nie zdobywał jednak punktów. W późniejszych latach Francuz pojawiał się także w stawce Formula 3 Kanonløbet, Coupe du Salon, Critérium du Nivernais, Grand Prix Monako Formuły 3, Grand Prix d'Albi, Gran Premio della Lotteria di Monza, Europejskiej Formuły 2, Trophée de France Formule 2, Internationales ADAC-Eifelrennen, Swedish Gold Cup, Brytyjskiej Formuły 2 oraz 24-godzinnego wyścigu Le Mans.
W Europejskiej Formule 2 Francuz startował w latach 1969-1973. W pierwszym sezonie startów z dorobkiem jednego punktu uplasował się na dziewiętnastej pozycji w klasyfikacji generalnej. Trzy lata później sześć punktów dało mu piętnaste miejsce w końcowej klasyfikacji kierowców.